# Nazionali femminili di pallavolo africane
Le nazionali femminili di pallavolo africane sono le 53 nazionali poste sotto l'egida della Confédération Africaine de Volleyball ed appartengono geograficamente tutte al continente africano: queste nazionali possono partecipare a tutte le competizioni organizzate sia dalla CAVB, come i campionati continentali, sia dalla FIVB.
Le nazionali africane non sono mai riuscite ad imporsi in alcuna competizione extra-continentale e mai nessuna nazionale ha partecipato al World Grand Prix o alla Volleyball Nations League.
Al 2024 nessuna squadra faceva parte della top-ten del ranking mondiale: infatti la prima squadra, il Kenya si trovava al 21º posto.

## Squadre
| - Algeria - Angola - Benin - Botswana - Burkina Faso - Burundi - Camerun - Capo Verde - Ciad - Comore - Costa d'Avorio |  | - Egitto - Eritrea - Etiopia - Gabon - Gambia - Ghana - Gibuti - Guinea - Guinea Equatoriale - Guinea-Bissau - Kenya |  | - Lesotho - Liberia - Libia - Madagascar - Malawi - Mali - Marocco - Mauritania - Mauritius - Mozambico - Namibia |  | - Niger - Nigeria - Rep. Centrafricana - RD del Congo - Rep. del Congo - Ruanda - São Tomé e Príncipe - Senegal - Seychelles - Sierra Leone - Somalia |  | - Sudafrica - Sudan - eSwatini - Tanzania - Togo - Tunisia - Uganda - Zambia - Zimbabwe |

## Ranking
| Ranking africano nazionali femminili agg. al 12 aprile 2024 |              |        |               |
| Posiz                                                       | Nazione      | Punti  | World Ranking |
| 1                                                           | Kenya        | 162.42 | 21            |
| 2                                                           | Camerun      | 135.69 | 25            |
| 3                                                           | Egitto       | 104.62 | 37            |
| 4                                                           | Algeria      | 78.00  | 47            |
| 5                                                           | Marocco      | 55.79  | 51            |
| 6                                                           | Nigeria      | 53.66  | 52            |
| 7                                                           | Mali         | 47.16  | 56            |
| 8                                                           | Ruanda       | 43.25  | 60            |
| 9                                                           | Uganda       | 39.43  | 65            |
| 10                                                          | Burkina Faso | 27.11  | 70            |
| 11                                                          | Burundi      | 1.11   | 74            |